# Fußballmanager (Beruf)
Ein Fußballmanager  ist für die administrativen Angelegenheiten eines Fußballvereins oder -verbandes zuständig. Je nach Vereinsstruktur und Hierarchie wird die Position verschieden bezeichnet.

## Tätigkeitsbezeichnung und Hierarchie
Die Tätigkeitsbezeichnung variiert je nach der Vereinsstruktur und der Hierarchie im Organigramm. In Deutschland haben sich folgende Tätigkeitsbezeichnungen etabliert:
- 1. Ebene: Sportvorstand (Aktiengesellschaft, eingetragener Verein), Geschäftsführer Sport (GmbH)
- 2. Ebene: Sportdirektor, Sportchef, Direktor Profifußball, Manager, Sportlicher Leiter, Leiter Lizenzspielerabteilung, Geschäftsführer Sport (bei einem e. V. unter dem Präsidium/Vorstand)

Während eine Einstellung und Entlassung auf Vorstands-/Geschäftsführerebene meist die Aufgabe des Aufsichtsrates ist, übernimmt für eine Einstellung und Entlassung auf den nachgeordneten Ebenen wiederum der Vorstand, das Präsidium oder die Geschäftsführung die Verantwortung.
Manche Vereine besetzten die Position auf beiden Ebenen, um die Arbeit auf mehrere Personen zu verteilen und die sportliche Kompetenz zu steigern. Beispiele sind Max Eberl (Sportvorstand) und Christoph Freund (Sportdirektor) beim FC Bayern München oder Peter Christiansen (Geschäftsführer Sport) und Sebastian Schindzielorz (Sportdirektor) beim VfL Wolfsburg. 
Teilweise ist das Sportressort auf der Vorstands-/Geschäftsführerebene nicht explizit vergeben, sondern erst in der nachgeordneten Ebene organisiert. Ein Beispiel ist Benjamin Weber (Sportdirektor) beim FC Augsburg unter der Geschäftsführung von Michael Ströll ohne Sportgeschäftsführer.

## Aufgabenfeld
Der Fußballmanager ist für die administrativen Angelegenheiten eines Sportvereins oder -verbandes zuständig. Im Sportmanagement großer Vereine hat er die Führungsposition für folgende Bereiche:
- Die Zusammenstellung des Kaders (inkl. Scouting)
- Die Gestaltung von Terminplänen bzw. Spielplänen für Wettkämpfe, Trainingslager, An- und Abfahrten
- Die Unterbringung der Sportler bei Trainingslagern und Auswärtsspielen

Davon abgegrenzt werden üblicherweise andere Führungspositionen im Vereinsmanagement: Allgemeine Vereinsgeschäftsführung, Finanzverwaltung, Sponsorensuche, Öffentlichkeitsarbeit und Vereinsmarketing. Während der Sportdirektor für die Zusammenstellung des Spielerkaders zuständig ist, bleibt der Trainer für die Durchführung des Trainings und die Aufstellung der aus dem Kader gebildeten Mannschaften zuständig.
Die Aufgaben können besonders bei kleinen Vereinen mit Aufgaben des Trainers zusammenfallen; vereinzelt übernehmen einzelne Sportler oder Funktionäre eines Vereins wie der Obmann die Funktion des Sportdirektors.
In Sportverbänden ist der Sportdirektor meist der Dienstvorgesetzte der Bundestrainer.